# Tegsgården
Tegsgården är en herrgård i Umeå från 1825. Huset är sedan 1969 klassat som byggnadsminne, och restaurerades åren 1970–1971.
Herrgården är en gul träbyggnad med en bottenvåning och en vindsvåning, med en boyta på 244 kvadratmeter. Byggnaden har ett brutet mansardtak med valmade gavelspetsar. Ursprungligen fanns även två flygelbyggnader. Förstukvisten med lövsågerier är en tillbyggnad från 1890-talet.
Tegsgården byggdes som bostadshus för kommissionslantmätaren Jonas Gustaf Stenberg. 2016 såldes huset med ett utgångspris på 5,5 miljoner kronor.
Byggnaden ska ej förväxlas med före detta servicehuset med samma namn, som sedan 2013 hyser en förskola.